# نبات مستنقعي

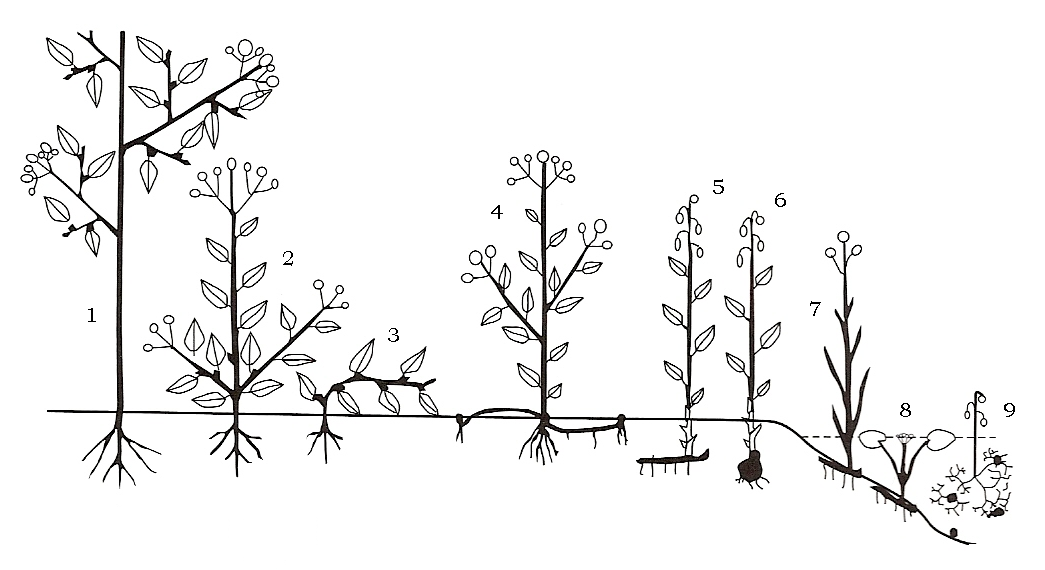
رقم 7 نبات مستنقعي

نباتٌ مُسْتَنْقعيٌّ (بالإنجليزية: Helophyte)‏ هو النبات الذي ينمو في المستنقعات المغمورة جزئيا في الماء بحيث ينمي مجددا من البراعم تحت سطح الماء.
أصْل الاسم العلمي من اليونانيَّة: مركَّب من: helos مُسْتَنْقع، و phuton نبات. يُدْعى نبات بهذا الاسْم عنْدما يواجه الشِّتاء، أو الفَصْل غيْر المناسب، على هَيْئة أرومة ذات جذور مغْمورة في أوْحال مُسْتَنْقعات عَذْبة المياه. عنْدما يحيْن الفَصْل الملائم للنُّموِّ (الرَّبيع في نصْف الكرة الشِّماليِّ)، يتطوَّر عنْ هذه الأَرومة مجْموع خُضريٌّ هوائيٌّ يتجاوز سطْح الماء، وهذا ما يُفَرِّقه عن النَّبات المائيِّ (الاسم العلمي:hydrophyte). والتهديبات النازلة من الغطاء النباتي الطويل على الأحواض المائية والأنهار يمكن أن يشتمل على نباتات مستنقعية.
ومن الأمثلة على النبات المستنقعية: كنباث نهري والسوس الأكبر والإفورس الشائع والساجيتاريا والسعادي والجولان والإسبارغانيون وقصب الذريرة (الوج) والسوسن الشمالي الكاذب والبوط والقيصوب الجنوبي.